# Vega
|  | No s'ha de confondre amb Bega. |

|  | Per a altres significats, vegeu «Vega (desambiguació)». |

Vega (Alfa de la Lira / α Lyrae) és l'estel més brillant de la constel·lació de la Lira i el cinquè més brillant del cel nocturn, i culmina al zenit a les latituds mitjanes de l'hemisferi nord durant l'estiu. És un estel proper, a només 25 anys llum de distància del Sol i, juntament amb Arcturus i Sírius, un dels estels més brillants en la proximitat del Sol. Vega és un vèrtex del Triangle Estival.

## Nom

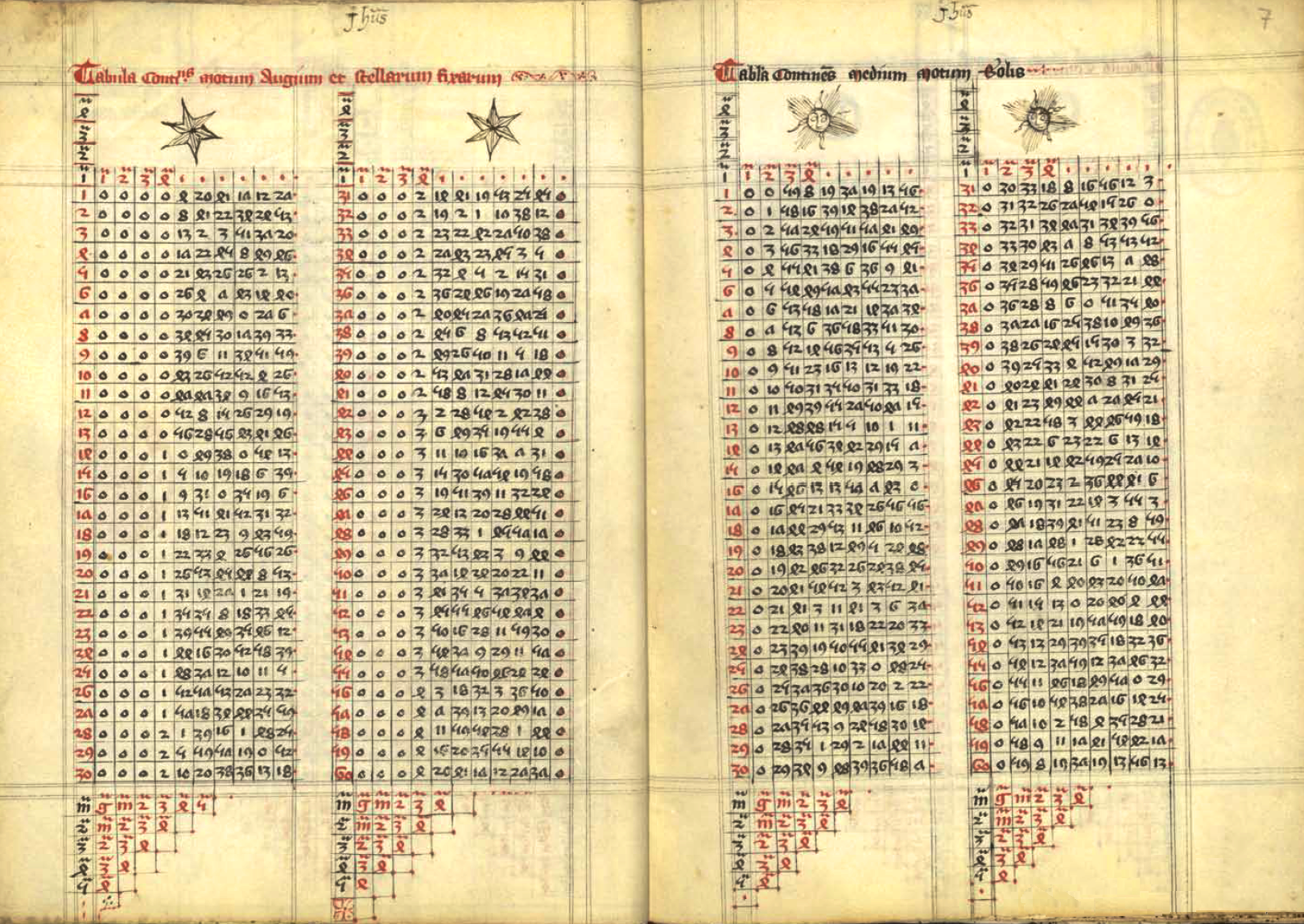
Taules Alfonsines, còpia de Joan de Saxònia.

Al món occidental, el nom Wega o Vega aparegué a les Taules Alfonsines, compilades a Castella a mitjan segle xiii pel rei Alfons X. Prové del terme àrab waqi, que significa ‘allò que cau’, a través de la frase النسر الواقع an-nasr al-wāqi‘, traduïda com ‘l'àliga que cau en picat’. Ambdós noms foren recollits per Bayer. Scaliger la denominava Waghi; Riccioli, Vuega, Ve o Vagieh; i Assemani, Veka.
Els grecs l’anomenaven Λύρα (Lyra), però als Almagests i Taules del segle XVI el nom es transformà en Allore, Alahore i Alohore.
Entre els autors llatins, era coneguda com Lyra, tant en època clàssica com posteriorment. A l’Almagest de 1551 apareix com Fulgens quae in testa est & vocatur Lyra, mentre que en el catàleg de Flamsteed és esmentada com Testa fulgida dicta Lyra. Tanmateix, Ciceró també utilitzà Fidis per referir-se específicament a l’estrella, com ho feren Columel·la i Plini, aquest últim amb les formes Fides i Fidiculs. Els romans li atorgaven una gran importància, ja que la seva posta matinal marcava l’inici de la tardor. La seva lluentor excepcional explica l’apropiació de tants noms associats a la seva constel·lació, i probablement fou l’origen d’aquests. A la traducció de Plini feta per Holland, se la descriu com l’estrella de l’Arpa.
Els xinesos la incloïen, juntament amb ε i ζ, en la seva figura mitològica Chih Nü, la Donzella Filadora o la Germana Teixidora, situada en un extrem del Pont dels Gaians sobre la Via Làctia, mentre que a l’altre extrem hi havia Aquila, el seu Bouer. Aquesta llegenda, molt popular no només a la Xina sinó també a Corea i el Japó, presenta nombroses variants, en algunes de les quals també apareixen parts de Cygnus.
El nom àrab de l'estrella va aparèixer al catàleg estel·lar de l'astrònom egipci Muhàmmad al-Akhsassí al-Muwàqqit, escrit cap al 1650, i més tard es traduí al llatí com Vultur Cadens, que significa ‘l'àguila (o voltor) que cau’. A l’antic Egipte, era coneguda com Ma’at, l’Estrella del Voltor, en el període en què marcava el pol —entre el 12.000 i l’11.000 aC. Podria haver estat el punt d’orientació d’alguns temples de Dendera molt abans que γ Draconis i α Ursae Majoris complissin aquesta funció, probablement cap al 7.000 aC.
A causa del moviment de precessió de la Terra, Vega esdevindrà l’estrella polar d’aquí a uns 11.500 anys, sent de molt la més brillant del conjunt d’estrelles que han ocupat aquesta posició. En aquell moment, es trobarà a 4°24’ del pol celeste, la mateixa distància que tenia fa aproximadament 14.300 anys. El nom fou aprovat oficialment per a Alfa Lyrae pel Grup de treball de la Unió Astronòmica Internacional (IAU) sobre noms d'estrelles (WGSN) el 30 de juny de 2016, incloïa una taula amb els dos primers lots de noms aprovats pel WGSN, que incloïa Vega per a aquesta estrella. Ara figura així al IAU Catalog of Star Names.

## Història de la seva observació

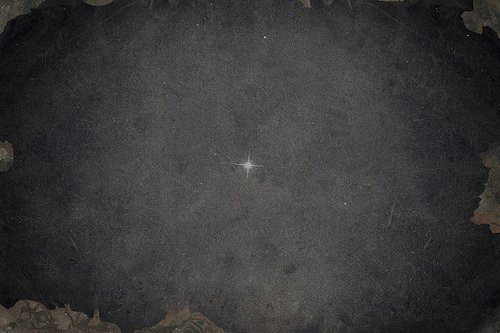
En la nit del 16 al 17 de juliol de 1850, Whipple i Bond van fer el primer daguerreotip d'una estrella (Vega).

L'astrofotografia, la fotografia d'objectes celestes, va començar en 1840 quan John William Draper va prendre una imatge de la Lluna utilitzant el procés del daguerreotip. El 17 de juliol de 1850, Vega es va convertir en la primera estrella (després del Sol) a ser fotografiada per William Bond i John Adams Whiple a l'Observatori del Col·legi de Harvard Arxivat 2022-10-31 a Wayback Machine., també emprant un daguerreotip. Henry Draper va prendre la primera fotografia de l'espectre estel·lar a l'agost de 1872 mentre li realitzava una fotografia a Vega, convertint-se així en la primera persona a mostrar les línies d'absorció en l'espectre d'una estrella. S'han identificat línies similars en l'espectre del Sol.
Els astrònoms professionals han utilitzat a Vega per a fixar els barems absoluts de lluentor fotomètrica, la qual cosa suposa que la magnitud visual de Vega és aproximadament zero en totes les longituds d'ona. La intenció original era que el valor fos exactament zero, però en la pràctica no va resultar així. Per exemple, en el filtre V de Johnson (el més usat pels astrònoms en el rang visible), la magnitud de Vega és 0.026 ± 0.008 i en altres filtres hi ha també desviacions d'unes poques centèsimes.

## Visibilitat

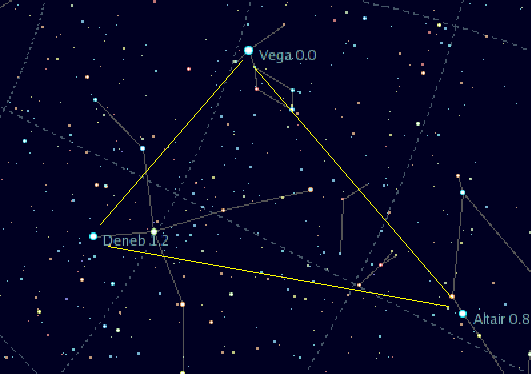
El Triangle estival

Vega pot observar-se sovint prop del zenit en latituds mitjanes-septentrionals durant les nits d'estiu a l'hemisferi nord. Pot observar-se sobre l'horitzó, al nord, durant l'hivern en latituds mitjanes de l'hemisferi sud. Com Vega té una declinació de +38.78°, només pot veure's en latituds al nord dels 51°S. Aquesta estrella no és apreciable des de l'Antàrtida ni des de les regions més australs d'Amèrica del Sud, com Punta Arenas (Xile, 53° S). En latituds al nord de 51° N, Vega roman contínuament sobre l'horitzó com una estrella circumpolar.
Aquesta estrella roman com un vèrtex de l'anomenat Triangle d'Estiu constituït, a més, per Altair en la constel·lació Àguila, i Deneb, en la del Cigne. El Triangle d'Estiu és molt recognoscible en els cels septentrionals perquè en el seu veïnatge existeixen poques estrelles brillants.
Els lírids són una forta pluja de meteors el pic dels quals s'aconsegueix entre el 21 i el 22 d'abril. Quan un petit meteor entra en l'atmosfera terrestre a una gran velocitat, produeix un rastre de llum mentre l'objecte es vaporitza. Durant una pluja, una gran quantitat de meteors arriben des d'una mateixa direcció i, des de la perspectiva de l'observador, els rastres brillants semblen irradiats des d'un sol punt en l'espai. En el cas dels lírids, aquests meteors són irradiats des de la constel·lació de la Lira. No obstant això, actualment es coneix que són restes que emet el cometa C/1861 G1 Thatcher i no tenen res a veure amb l'estrella.

## Característiques
La seva classificació espectral és A0V (Sírius, una A1V, és lleugerament menys potent) i està dins de la seqüència principal, mentre té lloc la fusió d'hidrogen en heli al seu nucli. Donat que estels més potents usen el seu combustible de fusió més ràpidament que els petits, la vida de Vega és només de 1.000 milions d'anys, una desena part que la del Sol. Vega també és tres vegades més massiva que el Sol i crema amb una potència cinquanta vegades superior.
Vega té un disc de pols i gas al voltant, descobert pel satèl·lit IRAS a mitjans dels anys 1980. Això significa que hi ha planetes o planetes en formació. El disc protoplanetari és, com es pot endevinar pel seu nom, un precursor de la formació de planetes, però pot persistir molt de temps després de la formació dels planetes si no hi ha planetes gasosos gegants com Júpiter.
Cap a l'any 14000, Vega serà l'estrella que indicarà el nord, en lloc de l'estrella polar (Polaris), a causa de la precessió dels equinoccis.
Els astrònoms professionals han usat Vega per al calibratge d'escales fotomètriques de brillantor absoluta. Quan la magnitud de l'escala es va fixar, va resultar que Vega estava a prop de la magnitud zero. Així, es va decidir que la magnitud aparent de Vega seria, per definició, zero en totes les longituds d'ona. Actualment, ja no se segueix aquest patró i Vega ja no està calibrada com a punt de magnitud zero. Vega té un espectre electromagnètic relativament pla a la regió visible (longituds d'ona de 350-850 nanòmetres, que l'ull humà pot observar). El flux de Vega decau ràpidament a l'infraroig. És una estrella que pertany al tipus d'estrelles Lambda Boötis.

## Rotació
Quan el radi de Vega es va mesurar amb gran precisió amb un interferòmetre, va llançar un inesperat valor estimat de 2,73 ± 0,01 vegades el radi del Sol. Això és un 60 % més gran que el radi de l'estrella Sírius, mentre que els models estel·lars indicaven que només havia de ser un 12 % major. No obstant això, aquesta discrepància pot explicar-se si Vega és una estrella de ràpida rotació que es veu des de la direcció del seu pols de rotació. Observacions realitzades en 2005-06 van confirmar aquesta deducció.

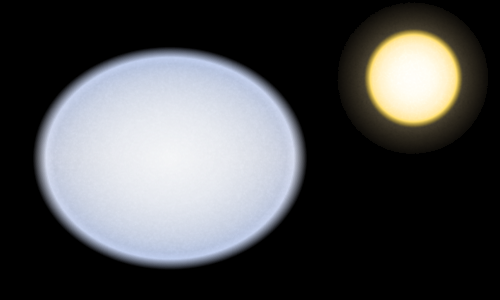
Comparació de la grandària de Vega (esquerra) amb el Sol (dreta).

Vega és un exemple d'estrella que gira a gran velocitat, com Altair (α Aquilae) o Regulus  (α Leonis), i per això el seu radi equatorial és significativament major que el seu radi polar. Una velocitat de rotació alta també genera diferències de temperatura superficial entre l'equador i els pols. La velocitat de rotació en l'equador de Vega és de 275 km/s, el que fa que els pols estiguin a una temperatura superficial de 10.150 K i l'equador a 7.900 K.

## Possible sistema planetari

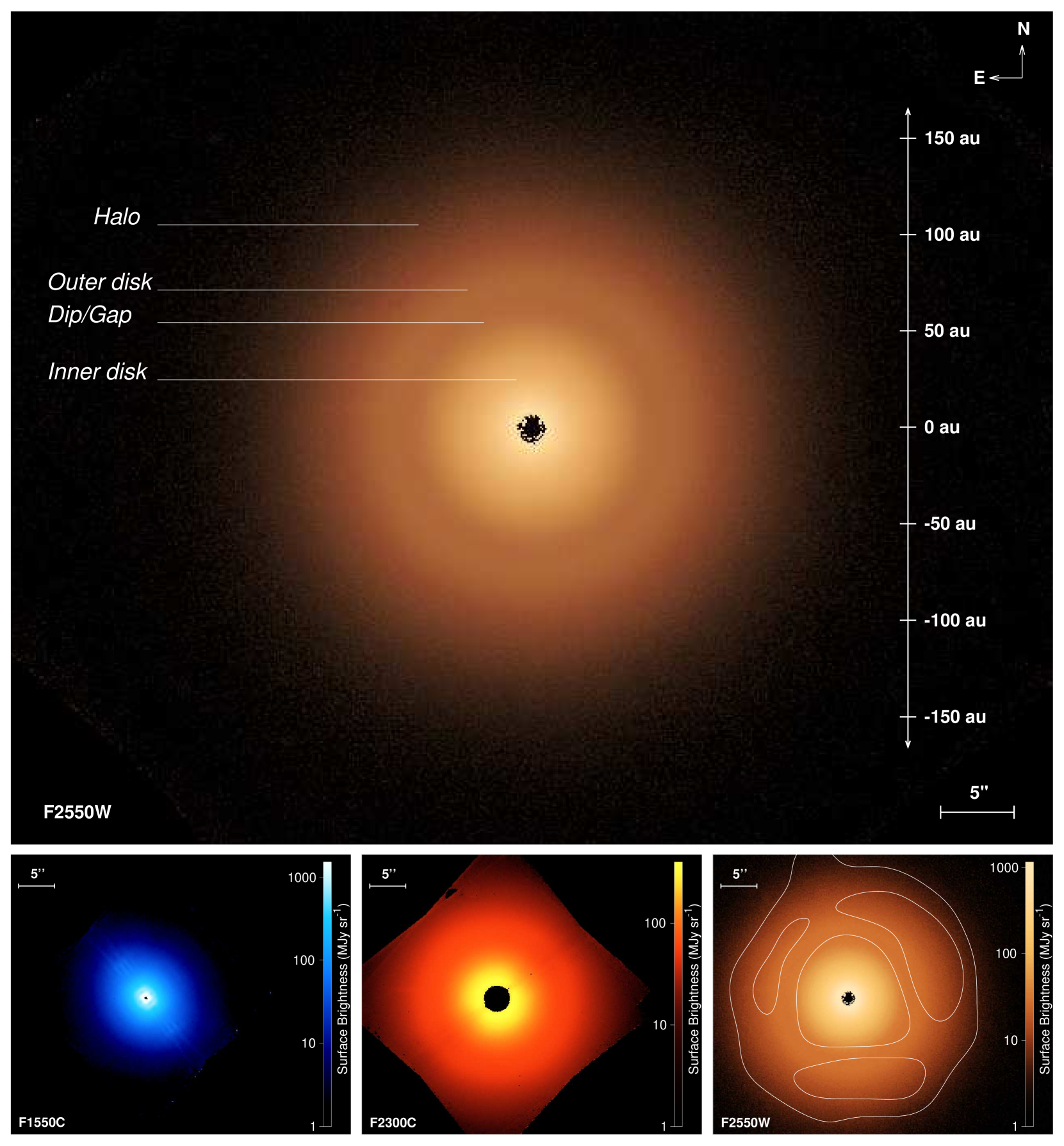
El disc de restes al voltant de Vega amb el MIRI del JWST (totes les imatges) i ALMA (contorns de la imatge inferior dreta). Imatge publicada per Su et al.

| Companya (per ordre des de l'estrella) | Massa        | Semieix major (ua) | Període orbital (dies) | Excentricitat | Inclinació | Radi |
| -------------------------------------- | ------------ | ------------------ | ---------------------- | ------------- | ---------- | ---- |
| b (sense confirmar)                    | ≥21,9±5,1 M⊕ | 0.04555±0.00053    | 2.42977±0.00016        | 0,25±0,15     | ?          | ?    |
| Pols calenta                           | ≤0.2 ua      | ≤0.2 ua            | ≤0.2 ua                | ≤0.2 ua       | ?          | ?    |
| (sense confirmar)                      | 20 M⊕        | ~2–5               | ?                      | ?             | ?          | ?    |
| Disc interior                          | (3-5)–78 ua  | (3-5)–78 ua        | (3-5)–78 ua            | (3-5)–78 ua   | 7-8°       | ?    |
| (sense confirmar)                      | <6 M⊕        | ~65                | ?                      | ?             | ?          | ?    |
| Disc exterior                          | 78–170 ua    | 78–170 ua          | 78–170 ua              | 78–170 ua     | 9-11°      | ?    |
| Halo                                   | <250 ua      | <250 ua            | <250 ua                | <250 ua       | ?          | ?    |

### Excés d'infrarojos
Un dels primers resultats de l'Infrared Astronomy Satellite (IRAS) va ser el descobriment d'un excés de flux infraroig procedent de Vega, més enllà del que s'esperaria de l'estrella sola. Aquest excés es va mesurar a longituds d'ona de 25, 60 i 100 μm, i provenia d'un radi angular de 10 arcseconds (10″) centrat en l'estrella. A la distància mesurada de Vega, això corresponia a un radi real de 80 unitats astronòmiques (UA), on una UA és el radi mitjà de l'òrbita de la Terra al voltant del Sol. Es va proposar que aquesta radiació provenia d'un camp de partícules en òrbita amb una dimensió de l'ordre d'un mil·límetre, ja que qualsevol cosa més petita eventualment s'eliminaria del sistema per la pressió de radiació o s'atraia a l'estrella per mitjà de l'arrossegament Poynting–Robertson. Aquest últim és el resultat de la pressió de radiació que crea una força efectiva que s'oposa al moviment orbital d'una partícula de pols, fent-la en espiral cap a dins. Aquest efecte és més pronunciat per a les partícules petites que estan més a prop de l'estrella.
Mesures posteriors de Vega a 193 μm va mostrar un flux inferior a l'esperat per a les partícules hipotetitzades, cosa que suggereix que haurien d'estar de l'ordre de 100 μm o menys. Per mantenir aquesta quantitat de pols en òrbita al voltant de Vega, caldria una font contínua de reposició. Un mecanisme proposat per mantenir la pols va ser un disc de cossos fusionats que estaven en procés de col·lapsar-se per formar un planeta. Els models adaptats a la distribució de pols al voltant de Vega indiquen que es tracta d'un disc circular de 120 unitats astronòmiques de radi vist des de gairebé un pol. A més, hi ha un forat al centre del disc amb un radi no inferior a 80 AU.
Després del descobriment d'un excés d'infrarojos al voltant de Vega, s'han trobat altres estrelles que mostren una anomalia similar que és atribuïble a l'emissió de pols. A partir de l'any 2002, s'han trobat unes 400 d'aquestes estrelles, i s'han arribat a denominar estrelles "vega" o "excés de Vega". Es creu que aquests poden proporcionar pistes sobre l'origen del Sistema Solar.